# Àfrica Occidental
L'Àfrica occidental és una regió de l'Àfrica que ocupa aproximadament l'àrea situada entre el golf de Guinea, el desert del Sàhara i el Txad, tot i que alguns discrepen d'aquests límits.
És una regió de poca altitud mitjana. Al nord destaca el Sahel, de clima semiàrid. Conté una franja estreta de bosc tropical.
La religió majoritària n'és l'islam, si bé hi ha zones cristianes i animistes.
Tot i l'abundància de recursos naturals, el desenvolupament econòmic global de la regió és força baix. La fam periòdica i la sida són els principals problemes per al seu creixement. La Comunitat Econòmica dels Estats de l'Àfrica Occidental intenta incrementar la renda dels països membres.

## Estats integrants
Els estats que normalment s'inclouen dins aquesta regió són els següents:
- Benín
- Burkina Faso
- Camerun
- Cap Verd
- República del Congo
- Costa d'Ivori
- Gabon
- Gàmbia
- Ghana
- República de Guinea
- Guinea Bissau
- Guinea Equatorial
- Libèria
- Mali
- Níger
- Nigèria
- São Tomé i Príncipe
- Senegal
- Sierra Leone
- Togo

Mauritània i el Sàhara occidental (pertanyents a l'Àfrica del Nord) i el Txad (de l'Àfrica central) també s'inclouen sovint a l'Àfrica occidental. De vegades, els estats de Nigèria en avall (el Camerun, la Guinea Equatorial, São Tomé i Príncipe, el Gabon i el Congo) no hi són inclosos, ja que es consideren part de l'Àfrica central.

## Història
En la prehistòria, van arribar els primers humans a la regió, probablement uns pobladors relacionats amb els pigmeus, sobre el 12000 aC. Amb la domesticació del camell, van començar els intercanvis comercials amb els pobles de l'Àfrica del Nord. Se'ls venia or a canvi de cavalls i manufactures.
Els grans imperis de la regió es van formar a partir del segle viii. Destaca el dels soninké(a Ghana), els sosso i l'imperi de Mali al país homònim i els iouruba.
Al segle xv, els portuguesos van començar a extreure'n esclaus per a les plantacions americanes i hi van afavorir la formació d'imperis dependents del colonialisme. La regió va ser colonitzada bàsicament per França i Anglaterra, que lluitaven pel seu control. La resistència local a l'ocupació i a l'esclavatge no va prendre força fins al segle xix, lligada als moviments islàmics.
El 1957, Ghana va ser el primer país subsaharià a assolir la independència. Els estats resultants de la descolonització han patit nombroses guerres durant el segle xx, com per exemple la Guerra de Biafra. Els governs estan permanentment tacats per la corrupció i la democràcia no hi està prou consolidada.